# Fercé-sur-Sarthe
Fercé-sur-Sarthe ist eine französische Gemeinde mit 577 Einwohnern (Stand: 1. Januar 2022) im Département Sarthe in der Region Pays de la Loire. Sie gehört zum Arrondissement La Flèche und zum Kanton La Suze-sur-Sarthe. Die Einwohner werden Fercéins genannt.

## Geographie
Fercé-sur-Sarthe liegt etwa 19 Kilometer südwestlich von Le Mans an der Sarthe, in die hier der Gée mündet. Umgeben wird Fercé-sur-Sarthe von den Nachbargemeinden Maigné im Norden und Nordwesten, Chemiré-le-Gaudin im Norden und Osten, La Suze-sur-Sarthe im Osten und Südosten, Saint-Jean-du-Bois im Süden, Noyen-sur-Sarthe im Südwesten sowie Pirmil im Westen.

## Bevölkerungsentwicklung
| Jahr                       | 1962 | 1968 | 1975 | 1982 | 1990 | 1999 | 2006 | 2018 |
| Einwohner                  | 322  | 317  | 322  | 458  | 512  | 490  | 597  | 598  |
| Quellen: Cassini und INSEE |      |      |      |      |      |      |      |      |

## Sehenswürdigkeiten
- Kirche Saint-Pierre aus dem 12. Jahrhundert, Umbauten aus dem 15. und 17. Jahrhundert
- Kapelle Saint-Roch aus dem 16./17. Jahrhundert
- Schloss Vaulogé

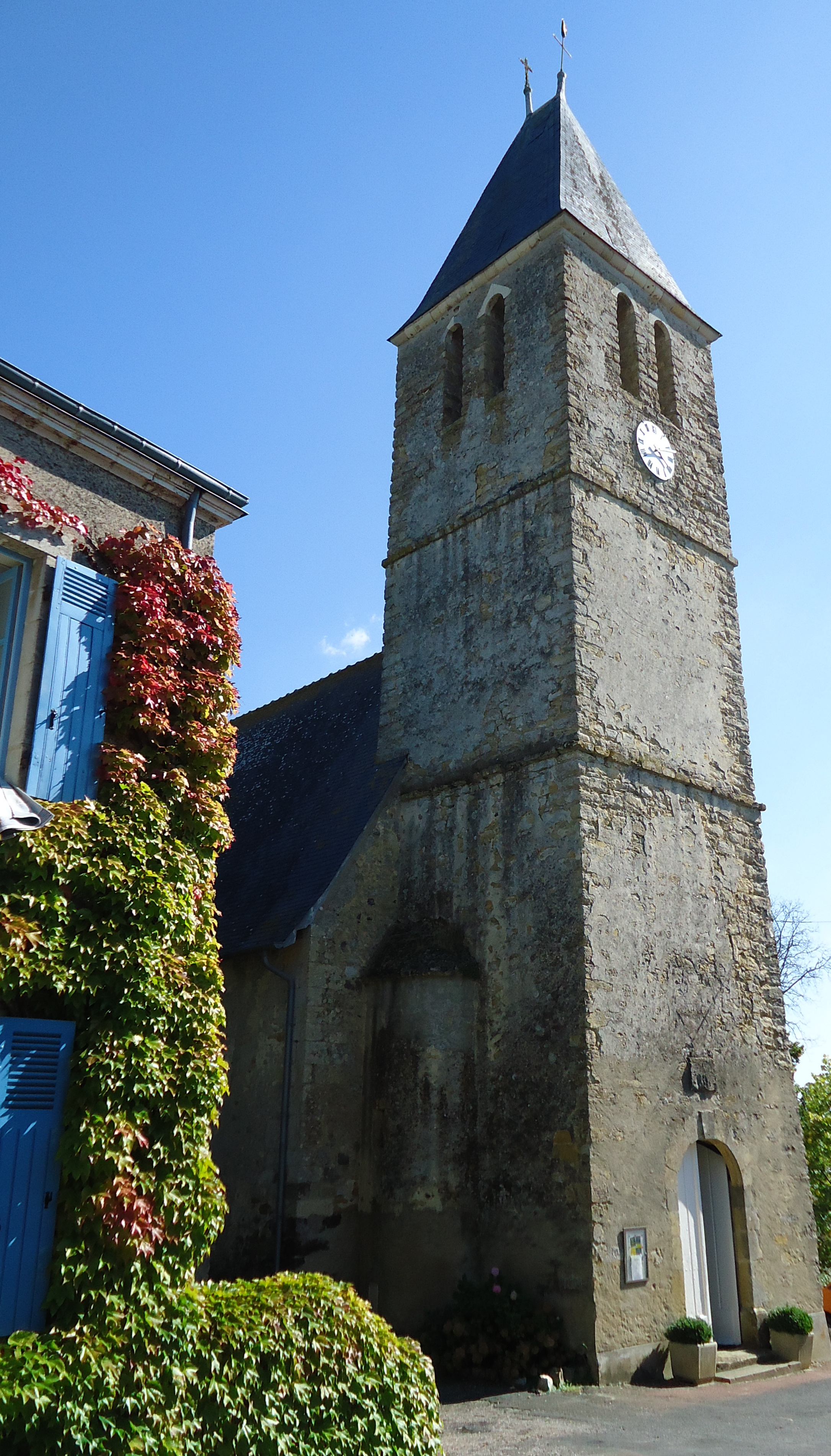
Kirche Saint-Étienne
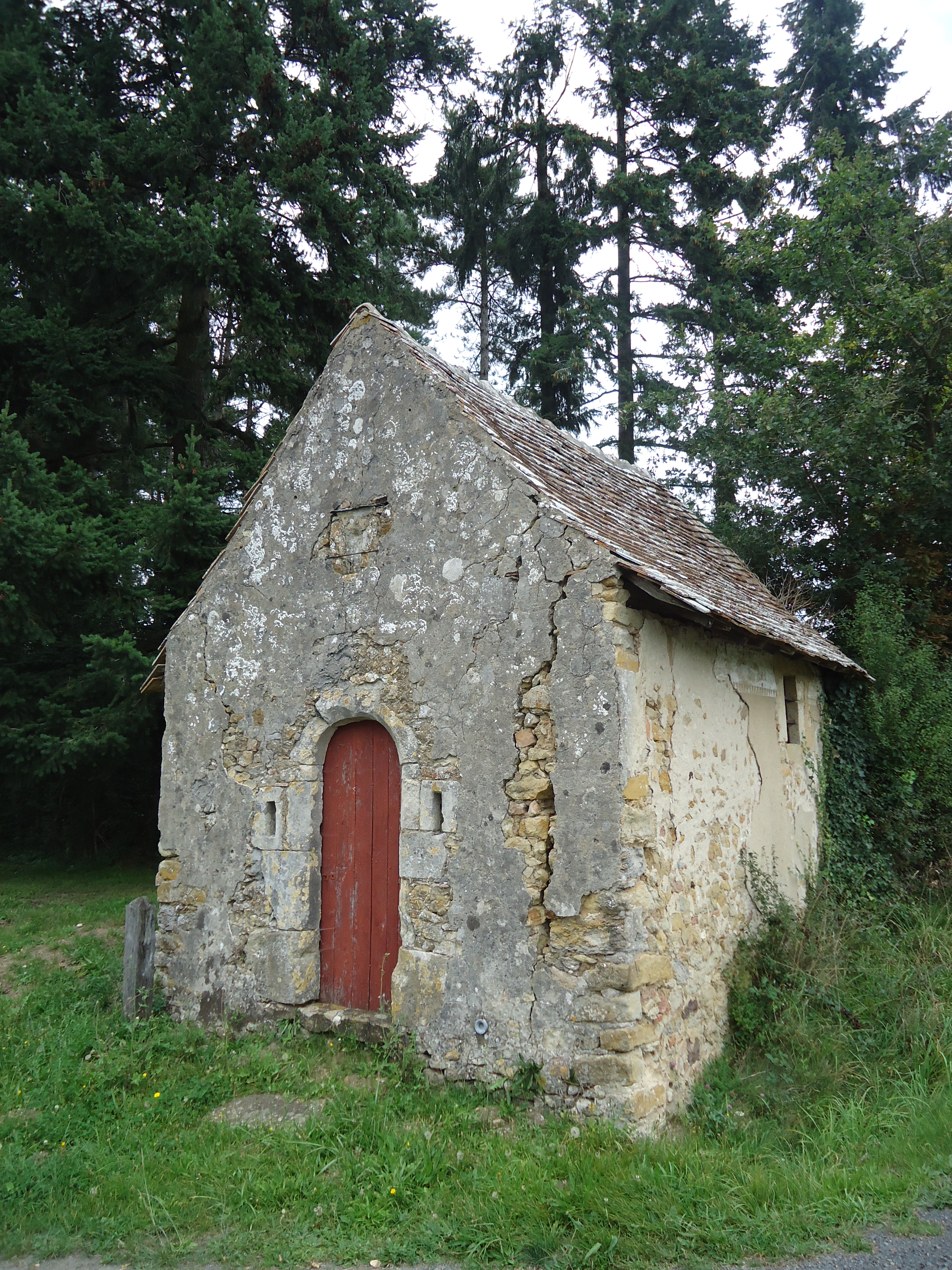
Kapelle Saint-Roch
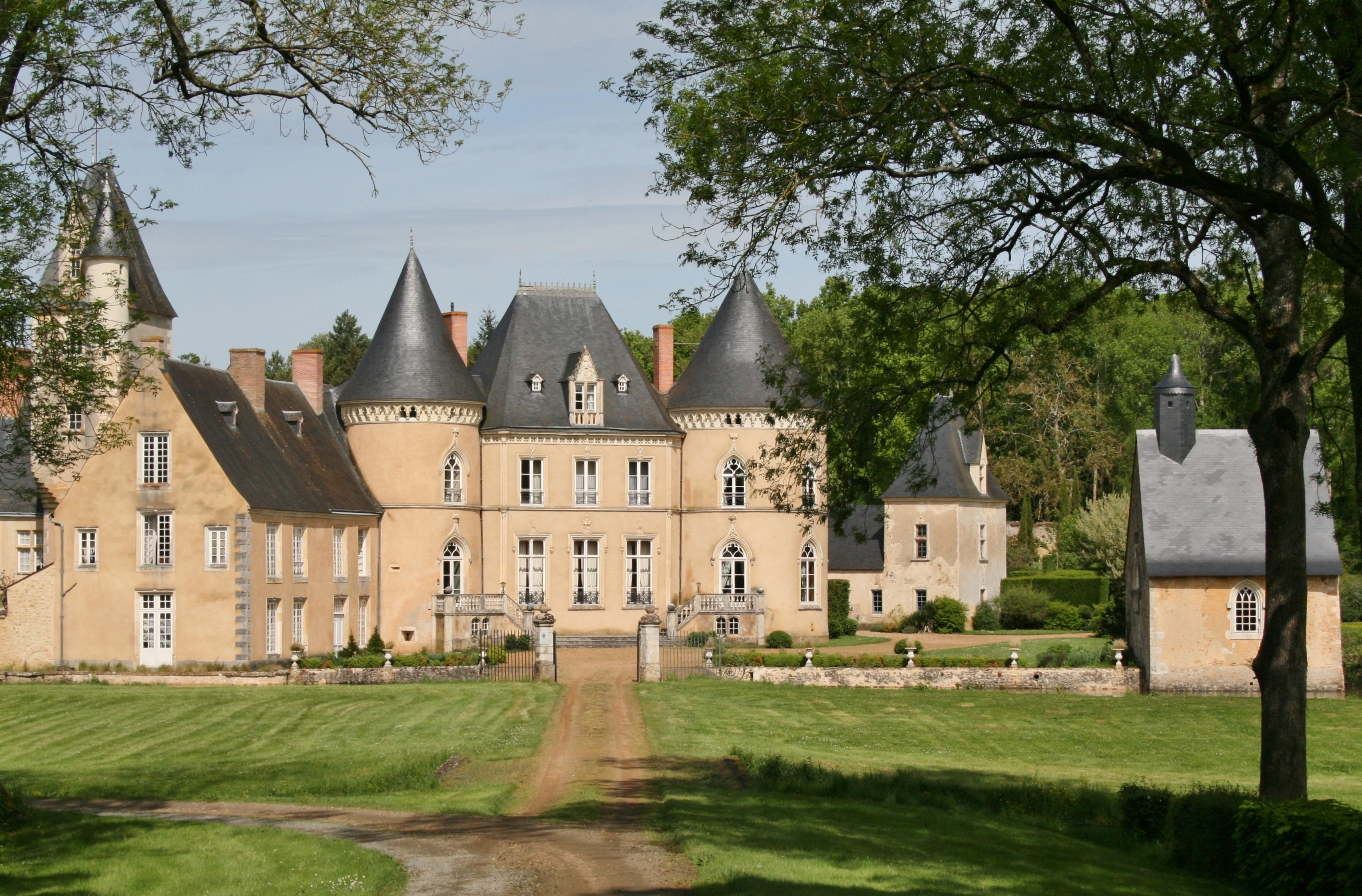
Schloss Vaulogé